# Agnieszka Bronisz
Agnieszka Bronisz (ur. 16 marca 1986) – polska lekkoatletka, która specjalizowała się w pchnięciu kulą, po zakończeniu kariery pracuje jako fizjoterapeuta.

## Kariera
W 2005 roku zajęła szóstą lokatę na mistrzostwach Europy juniorów. Dwa lata później nie awansowała do finału młodzieżowych mistrzostw Europy. Reprezentantka Polski w meczach międzypaństwowych oraz drużynowym czempionacie Starego Kontynentu.
Okazjonalnie startowała także w rzucie dyskiem – największym sukcesem międzynarodowym zawodniczki w tej konkurencji było zajęcie piątego miejsca na mistrzostwach Europy juniorów w 2005 roku.
W rywalizacji kulomiotek zdobyła pięć medali mistrzostw Polski seniorów – ma na koncie jedno złoto (Bielsko-Biała 2010), trzy srebra (Biała Podlaska 2005, Szczecin 2008 i Bydgoszcz 2009) oraz jeden brąz (Poznań 2007). Startując w halowych mistrzostwach kraju zdobyła jedno złoto (Spała 2010) dwa srebrne medale (Spała 2005 i Spała 2007) oraz także dwa brązowe (Spała 2006 i Spała 2008). Wiele razy stawała na podium mistrzostw Polski (także w hali) w kategorii młodzików, juniorów i młodzieżowców.
W 2010 zakończyła karierę sportową, zaczęła pracę jako trener, później jako fizjoterapeuta.
Rekordy życiowe w pchnięciu kulą: stadion – 17,33 (31 maja 2008, Biała Podlaska); hala – 16,74 (28 lutego 2010, Spała). Swój najlepszy w karierze wynik w rzucie dyskiem – 51,34 – uzyskała 6 lipca 2005 w Bydgoszczy.

## Osiągnięcia
| Rok  | Impreza                                 | Miejsce   | Lokata            | Wynik |
| ---- | --------------------------------------- | --------- | ----------------- | ----- |
| 2005 | Mistrzostwa Europy juniorów             | Kowno     | 6. miejsce        | 15,68 |
| 2007 | Młodzieżowe mistrzostwa Europy          | Debreczyn | el. – 15. miejsce | 14,57 |
| 2010 | Superliga drużynowych mistrzostw Europy | Bergen    | 5. miejsce        | 17,00 |